# Filtro solare (cosmetica)

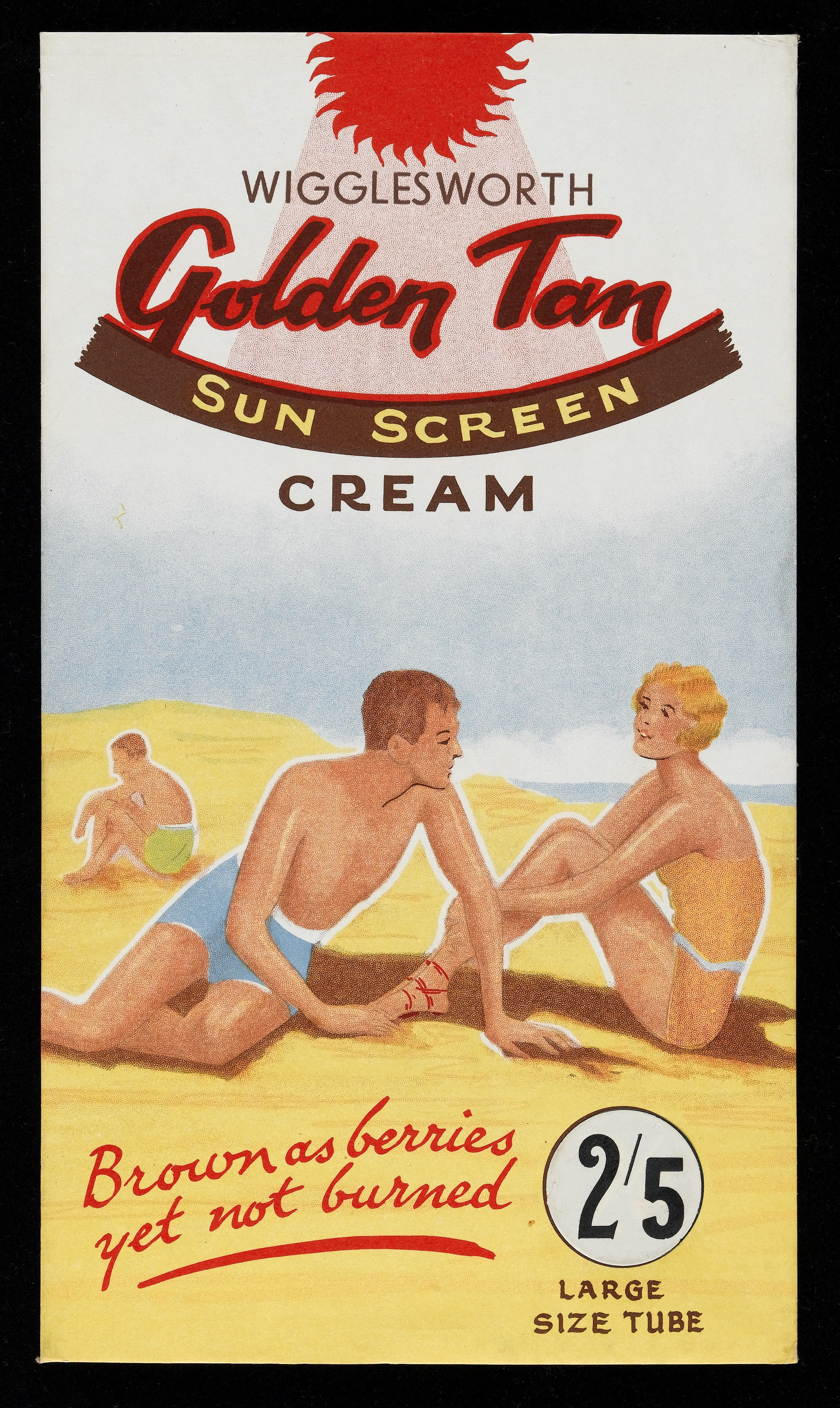
Pubblicità di un prodotto per la protezione solare

Il filtro solare è una sostanza in grado di filtrare selettivamente la radiazione solare. È quindi un filtro in grado di separare per assorbimento, riflessione o diffusione parte dello spettro solare. La stessa definizione e classificazione delle radiazioni ultraviolette UV-A, UV-B e UV-C venne introdotta durante il secondo Congresso sulla luce a Copenaghen nel 1932, riferendosi alla diversa trasmissione di tre normali filtri passa-alto in vetro:
| Regione UV | Filtro                  | Lunghezza d'onda |
| ---------- | ----------------------- | ---------------- |
| UV-A       | Vetro bario+flint       | 315-400 nm       |
| UV-B       | Vetro bario+flint+pyrex | 280-315 nm       |
| UV-C       | Vetro Pyrex             | ≤ 280 nm         |

Le diverse regioni della radiazione ultravioletta sono state definite in origine senza alcun riferimento agli effetti biologici. Visto che la radiazione UV che non manifesta alcuna azione germicida per la Commission internationale de l'éclairage (CIE) va da 320 nm a 400 nm, sempre più spesso quando si parla di effetti sulla salute si assume che la lunghezza d'onda che separa UV-A da UV-B sia 320 nm anziché 315 nm.

## Filtri UV per applicazione topica
L'utilizzo di filtri UV per prodotti per la protezione solare da applicare sulla pelle è sottoposto a norme nazionali e sovranazionali diverse. Nella UE sono classificati come cosmetici. Anche nei paesi ASEAN, MERCOSUR, Unione doganale eurasiatica oltre a Svizzera, Norvegia, Islanda, India, Israele, Ecuador, Nuova Zelanda i prodotti con filtri UV per applicazione topica sono considerati normali cosmetici con una lista delle sostanze ammesse e norme tecniche in gran parte allineate o armonizzate con le norme dell'Unione europea dove il cosmetico può essere messo sul mercato con solo una preventiva notifica.
Negli USA sono classificati come OTC, Corea del Sud , Cina, Taiwan come farmaci o quasi-drug o una specifica categoria di cosmetici funzionali o medicati che richiedono un'apposita registrazione/approvazione prima di essere messi in commercio. In Giappone sono cosmetici funzionali, ma non richiedono registrazione. In Canada a seconda dei filtri UV contenuti sono classificati come farmaci o come prodotti salutistici naturali se contengono solo filtri inorganici.
In Australia sono cosmetici se hanno un SPF ≤15, formato ≤ 300 mL e non sono water proof, altrimenti sono prodotti terapeutici. In tutti i paesi avanzati, nonostante le diverse normative, le sostanze utilizzabili come filtro solare richiedono una preventiva valutazione e autorizzazione da parte delle autorità sanitarie. I filtri UV ammessi per l'utilizzo all'interno di un cosmetico nella Unione europea sono elencati nell'allegato VI del regolamento No 1223/2009.
| Filtri solari ammessi dal Regolamento sui cosmetici, maggio 2017                                                                                     | Filtri solari ammessi dal Regolamento sui cosmetici, maggio 2017 | Filtri solari ammessi dal Regolamento sui cosmetici, maggio 2017 |
| Nome chimico IUPAC / DCI | INCI                                                             | Massime concentrazioni                                           |
| --- | ---------------------------------------------------------------- | ---------------------------------------------------------------- |
| N,N,N-Trimethyl-4-(2-oxoborn-3-ylidenemethyl) anilinium methyl sulphate                                                                              | CAMPHOR BENZALKONIUM METHOSULFATE                                | 6,00%                                                            |
| Benzoic acid, 2-hydroxy-, 3,3,5-trimethylcyclohexyl ester / Homosalate                                                                               | HOMOSALATE                                                       | 10,00%                                                           |
| 2-Hydroxy-4-methoxybenzophenone / Oxybenzone | BENZOPHENONE-3                                                   | 6,00%                                                            |
| 2-Phenylbenzimidazole-5-sulphonic acid and its potassium, sodium and triethanolamine salts / Ensulizole                                              | PHENYLBENZIMIDAZOLE SULFONIC ACID                                | 8% (acido)                                                       |
| 3,3′-(1,4-Phenylenedimethylene) bis (7,7-dimethyl-2-oxobicyclo-[2.2.1] hept-1-ylmethanesulfonic acid) and its salts / Ecamsule                       | TEREPHTHALYLIDENE DICAMPHOR SULFONIC ACID                        | 10% (acido)                                                      |
| 1-(4-tert-Butylphenyl)-3-(4-methoxyphenyl) propane-1,3-dione / Avobenzone                                                                            | BUTYL METHOXYDIBENZOYLMETHANE                                    | 5,00%                                                            |
| alpha-(2-Oxoborn-3-ylidene)toluene-4-sulphonic acid and its salts                                                                                    | BENZYLIDENE CAMPHOR SULFONIC ACID                                | 6% (acido)                                                       |
| 2-Cyano-3,3-diphenyl acrylic acid, 2-ethylhexyl ester / Octocrilene                                                                                  | OCTOCRYLENE                                                      | 10% (acido)                                                      |
| Polymer of N-{(2 and 4)-[(2-oxoborn-3-ylidene)methyl]benzyl}acrylamide                                                                               | POLYACRYLAMIDOMETHYL BENZYLIDENE CAMPHOR                         | 6,00%                                                            |
| 2-Ethylhexyl 4-methoxycinnamate / Octinoxate | ETHYLHEXYL METHOXYCINNAMATE                                      | 10,00%                                                           |
| Ethoxylated Ethyl-4-Aminobenzoate | PEG-25 PABA                                                      | 10,00%                                                           |
| Isopentyl-4-methoxycinnamate / Amiloxate | ISOAMYL P-METHOXYCINNAMATE                                       | 10,00%                                                           |
| 2,4,6-Trianilino-(p-carbo-2′-ethylhexyl-1′-oxy)-1,3,5-triazine                                                                                       | ETHYLHEXYL TRIAZONE                                              | 5,00%                                                            |
| Phenol, 2-(2H-Benzotriazol-2-yl)-4-Methyl-6-(2-Methyl-3-(1,3,3,3-Tetramethyl-1-(Trimethylsilyl)Oxy)-Disiloxanyl)Propyl                               | DROMETRIZOLE TRISILOXANE                                         | 15,00%                                                           |
| Benzoic acid, 4,4-{[6-[[[(1,1-dimethylethyl)amino]carbonyl]phenyl]amino]-1,3-5-triazine-2,4-diyl]diimino}bis-, bis(2-ethylhexyl)ester / Iscotrizinol | DIETHYLHEXYL BUTAMIDO TRIAZONE                                   | 10,00%                                                           |
| 3-(4′-Methylbenzylidene)-dl-camphor / Enzacamene | 4-METHYLBENZYLIDENE CAMPHOR                                      | 4,00%                                                            |
| 2-Ethylhexyl salicylate / Octisalate) | ETHYLHEXYL SALICYLATE                                            | 5,00%                                                            |
| 2-Ethylhexyl 4-(dimethylamino)benzoate / Padimate O (USAN:BAN)                                                                                       | ETHYLHEXYL DIMETHYL PABA                                         | 8,00%                                                            |
| 2-Hydroxy-4-methoxybenzophenone-5-sulfonic acid (Benzophenone-5) and its sodium salt / Sulisobenzone / Sulisobenzone                                 | BENZOPHENONE-4; BENZOPHENONE-5                                   | 5% (acido)                                                       |
| 2,2′-Methylene bis(6-(2H-benzotriazol-2-yl)-4-(1,1,3,3-tetramethylbutyl)phenol) / Bisoctrizole                                                       | METHYLENE BIS-BENZOTRIAZOLYL TETRAMETHYLBUTYLPHENOL              | 10,00%                                                           |
| Sodium salt of 2,2′-bis(1,4-phenylene)-1H-benzimidazole-4,6-disulfonic acid / Bisdisulizole disodium (USAN)                                          | DISODIUM PHENYL DIBENZIMIDAZOLE TETRASULFONATE                   | 10% (acido)                                                      |
| 2,2′-(6-(4-Methoxyphenyl)-1,3,5-triazine-2,4-diyl)bis(5-((2-ethylhexyl)oxy)phenol) / Bemotrizinol                                                    | BIS-ETHYLHEXYLOXYPHENOL METHOXYPHENYL TRIAZINE                   | 10,00%                                                           |
| Dimethicodiethylbenzalmalonate | POLYSILICONE-15                                                  | 10,00%                                                           |
| Titanium dioxide; Anatase; Rutile | TITANIUM DIOXIDE (NANO)                                          | 25,00%                                                           |
| Titanium dioxide | TITANIUM DIOXIDE                                                 | 25,00%                                                           |
| Benzoic acid, 2-[4-(diethylamino)-2-hydroxybenzoyl]-, hexylester                                                                                     | DIETHYLAMINO HYDROXYBENZOYL HEXYL BENZOATE                       | 10,00%                                                           |
| 1,3,5-Triazine, 2,4,6-tris(1,1′-biphenyl)-4-yl-, including as nanomaterial                                                                           | TRIS-BIPHENYL TRIAZINE / TRIS-BIPHENYL TRIAZINE (NANO)           | 10,00%                                                           |
| Zinc oxide | ZINC OXIDE (NANO)                                                | 25,00%                                                           |
| Zinc oxide | ZINC OXIDE                                                       | 25,00%                                                           |

Tutti i filtri UV presenti nel cosmetico sotto forma di nanomateriali all'interno della UE devono essere indicati nell'elenco degli ingredienti con la dicitura nano tra parentesi e non possono essere utilizzati nelle applicazioni che possano comportare un'esposizione dei polmoni dell'utilizzatore finale per inalazione (nebulizzazioni spray e aerosol).
I prodotti cosmetici nella UE non possono contenere filtri UV diversi da questi elencati nell'Allegato VI.
Dove le norme che regolano i filtri solari per utilizzo topico non sono completamente allineate o armonizzate con quelle europee possono venir utilizzate anche le seguenti sostanze:
| Filtri solari (concentrazione, %) non ammessi dal Regolamento sui cosmetici della UE ma ammessi in altri paesi | Filtri solari (concentrazione, %) non ammessi dal Regolamento sui cosmetici della UE ma ammessi in altri paesi | Filtri solari (concentrazione, %) non ammessi dal Regolamento sui cosmetici della UE ma ammessi in altri paesi | Filtri solari (concentrazione, %) non ammessi dal Regolamento sui cosmetici della UE ma ammessi in altri paesi | Filtri solari (concentrazione, %) non ammessi dal Regolamento sui cosmetici della UE ma ammessi in altri paesi | Filtri solari (concentrazione, %) non ammessi dal Regolamento sui cosmetici della UE ma ammessi in altri paesi |
| Nome del composto INCI / DCI                                                                                   | USA | Giappone | Canada | Corea del Sud                                                                                                  | Australia |
| --- | --- | --- | --- | --- | --- |
| CINOXATE | 3 | 5 | 3 | 0,5-5 | 6 |
| MENTHYL ANTHRANILATE/ Meridemate                                                                               | 5 | | 5 | 0,5-5 | 5 |
| BENZOPHENONE 8/ Dioxibenzone                                                                                   | 3 | | 3 | | 3 |
| TEA-SALICYLATE / Trolamine salicylate; Triethanolamine salicylate                                              | 12 | | 12 | | 12 |
| BENZOPHENONE 1; 2,4-Dihydroxybenzophenone                                                                      | | 10 | | | |
| BENZOPHENONE 2/ 2,2,4,4,-Tetrahydroxy-benzophenone                                                             | | 0,05-10 | | | |
| Diethanolamine methoxycinnamate                                                                                | | | 10 | 0,5-8 | |
| ETHYL DIHYDROXY PROPYL PABA                                                                                    | | | 5 | 0,5-5 | |
| GLYCERYL PABA                                                                                                  | | | 3 | 0,5-3 | |
| PENTYL DIMETHYL PABA/ Amyl p-dimethylamino benzoate                                                            | | 10 | | 0,5-5 | |
| isopropyle methoxy-cinnammate + esters of diisopropylcinnamate                                                 | | 10 | | | |
| 1-(3,4-Dimethoxyphenyl 4,4dimethyl-1,3-pentanedione                                                            | | 7 | | | |
| 2-Ethylhexyl dimethoxybenzylidene dioxoimidazolidine propionate                                                | | 3 | | | |
| 4-(2-glucopyrano-siloxy) propoxy-2hydroxybenzophenone                                                          | | 5 | | | |
| BENZOPHENONE 6/ Dihydroxy methoxy benzophenone                                                                 | | 10 | | | |
| BENZOPHENONE 9/ Disodium-2,2’ dihydroxy-4,4’-dimethoxy-5,5’ disulfobenzophenone                                | | 10 | | | |
| DIGALLOYL TRIOLEATE                                                                                            | | | | 0.5-5 | |
| DIISOPROPYL METHYL CINNAMATE/ 2,5-Diisopropyl methyl cinnamate                                                 | | 10 | | | |
| GLYCERYL ETHYLHEXANOATE DIMETHOXY-CINNAMATE / Glyceryl octanoate di p-methoxy cinnamate                        | | 10 | | | |
| DROMETRIZOLE                                                                                                   | | | | 0,5-7 | |
| ETHYL PABA / Aminobenzoic acid + its esters                                                                    | | 4 | | | |
| FERULIC ACID                                                                                                   | | 10 | | | |
| Methylbis(trimethylsiloxy)silyl isopentyl trimethoxy cinnamate                                                 | | 2,5-7,5 | | | |

## Filtri chimici o fisici?
La comune distinzione tra filtri solari chimici o fisici è fuorviante in quanto tutti i filtri solari sono composti da sostanze chimiche e tutte le sostanze chimiche, chi più chi meno, possono assorbire, riflettere o diffondere le radiazioni UV.
Vengono comunemente e impropriamente definiti fisici i filtri inorganici e insolubili, cioè quelli che una volta applicati si presentano in forma di particolato.
Le dimensioni del particolato e l'indice di rifrazione fanno sì che, oltre alle radiazioni assorbite, una parte venga riflessa o diffusa per scattering.
Tra questi due filtri metallici, TITANIUM DIOXIDE e ZINC OXIDE, sono autorizzati nell'utilizzo cosmetico come filtro solare dal regolamento europeo. I filtri metallici in nanodimensioni sono consentiti con le seguenti caratteristiche:
| TITANIUM DIOXIDE (NANO) | ZINC OXIDE (NANO) |
| --- | --- |
| purezza ≥ 99 %, | purezza ≥ 96 %, con struttura cristallina della wurtzite e aspetto fisico a cluster a bastoncello, stella e/o di forma isometrica, con impurezze costituite unicamente da anidride carbonica e acqua, mentre tutte le altre impurezze sono inferiori all'1 % in totale. |
| forma rutilica, o rutilo contenente fino al 5 % di anatasio, con una struttura cristallina e aspetto fisico a cluster di forma sferica, aghiforme o lanceolata,                                              | purezza ≥ 96 %, con struttura cristallina della wurtzite e aspetto fisico a cluster a bastoncello, stella e/o di forma isometrica, con impurezze costituite unicamente da anidride carbonica e acqua, mentre tutte le altre impurezze sono inferiori all'1 % in totale. |
| dimensione media delle particelle basata sulla distribuzione dimensionale numerica ≥ 30 nm, | diametro mediano della distribuzione dimensionale numerica delle particelle D50 (50 % del numero al di sotto di tale diametro) > 30 nm e D1 (1 % al di sotto di questa dimensione) > 20 nm                                                                              |
| rapporto dimensionale da 1 a 4,5 e superficie specifica per unità di volume ≤ 460 m2/cm3, | diametro mediano della distribuzione dimensionale numerica delle particelle D50 (50 % del numero al di sotto di tale diametro) > 30 nm e D1 (1 % al di sotto di questa dimensione) > 20 nm                                                                              |
| rivestito con silice, silice idrata, ossido di alluminio, idrossido di alluminio, stearato di alluminio, acido stearico, trimetossicaprililsilano, glicerina, dimeticone, dimeticone idrogenato, simeticone, | non rivestiti o rivestiti con trietossi-caprililsilano, dimeticone, dimetossi-difenil-silano-trietossi-caprililsilano cross-polimero o ottiltrietossisilano |
| attività fotocatalitica ≤ 10 % rispetto al riferimento corrispondente non rivestito o non drogato, | solubilità in acqua < 50 mg/l |
| le nanoparticelle sono fotostabili nella formulazione finale. | solubilità in acqua < 50 mg/l |

Con meccanismo analogo, cioè in grado di filtrare oltre che per assorbimento anche riflettendo e diffondendo una quota significativa di radiazione UV, sono autorizzati dal regolamento due filtri organici insolubili o poco solubili: il TRIS-BIPHENYL TRIAZINE / TRIS-BIPHENYL TRIAZINE (NANO) e il BIS-ETHYLHEXYLOXYPHENOL METHOXYPHENYL TRIAZINE. Anche quest'ultimo viste le dimensioni medie del particolato dovrebbe comparire in etichetta con l'indicazione (nano).

## Controversie
Il filtri solari sono oggetto di vari allarmismi e controversie.
- I filtri solari non proteggerebbero come farebbe intendere la campagna che sollecita il loro utilizzo.

Esistono prove significative che l'utilizzo dei filtri solari riduca il rischio di tumori alla pelle non melanoma e cheratosi attiniche ma nonostante il loro utilizzo sempre più diffuso l'incidenza del melanoma non è in calo. Si ipotizza che questo sia dovuto alla insufficiente protezione verso i raggi UV-A dei filtri solari utilizzati fino a pochi anni fa. Inoltre l'utilizzo dei filtri solari porta a una maggiore esposizione alle radiazioni UV anche quando non sono applicati correttamente.
- Alcuni filtri solari sarebbero cancerogeni o nocivi per la salute.

Tutti gli ingredienti cosmetici elencati nell'allegato VI del regolamento sono considerati sicuri alle concentrazioni e condizioni d'uso indicate. Ogni nuovo filtro solare per essere ammesso dal regolamento deve essere approvato con una procedura dove vengono scientificamente valutati profilo tossicologico e potenziali rischi per la salute. Il rischio è comunque dipendente dalla eventuale penetrazione trans-cutanea del filtro solare. Quando emergono nuovi dati sul potenziali rischi possono essere cancellati dalla lista dei filtri solari autorizzati, come è successo per il PABA cancellato dal 08/09/2009. L'unico filtro solare classificato come potenzialmente cancerogeno, classe 2b, cioè con solo qualche prova di potenziale cancerogenicità su animali, dalla International Agency for Research on Cancer (IARC) è il TITANIUM DIOXIDE per via aerea.
- Alcuni filtri solari possono agire come interferenti endocrini.

Molte sostanze da cui sono derivati i filtri solari sono cromofori vegetali o fito-ormoni che possono esercitare anche sull'uomo una qualche interferenza endocrina. Rientrano in queste caratteristiche i derivati dell'acido cinnamico, salicilico, para-idrossi benzoico. Vari studi in vitro e in vivo su animali mostrano un'interferenza endocrina di alcuni filtri solari. Altri studi non confermano questi effetti. La materia richiede ulteriori indagini e comunque il rischio è dipendente dalla eventuale penetrazione trans-cutanea del filtro solare. Nessuno dei filtri solari autorizzati dal Regolamento è inserito nel database con la Priority List delle sostanze sospettate di essere interferenti endocrini dalla Commissione europea.
- L'uso sistematico dei filtri solari può ridurre la sintesi della vitamina D.

Nella maggioranza dei casi l'esposizione ai raggi UV-B alimenta il meccanismo per la produzione del 90% della vitamina D. L'utilizzo sistematico di filtri solari con SPF > 30 può indurre un'insufficiente sintesi della vitamina D. Questo rischio è diventato oggetto di una campagna di lobby negli interessi dei produttori di sistemi d'abbronzatura indoor.
Si sospetta che nei fatti questa insufficiente sintesi di vitamina D non avvenga sia perché i filtri solari sono normalmente applicati in quantità insufficiente e in modo non omogeneo, sia perché i soggetti che più utilizzano i filtri solari sono anche quelli più esposti alle radiazioni UV-B.
- Alcuni filtri solari comportano un potenziale rischio ambientale.

Alcuni studi hanno evidenziato che nelle zone costiere e balneari dove la concentrazione di filtri solari nelle acque è più alta questi possono arrecare danni anche di lungo periodo al sistema acquatico. Oltre ai filtri solari sospettati di essere potenziali interferenti endocrini sono sotto osservazione anche i filtri inorganici come il biossido di titanio, per l'attività fotocatalitica in grado di sviluppare perossido di idrogeno, mentre l'ossido di zinco è gravemente tossico per il sistema acquatico.